# East End Park
Der East End Park (durch Sponsoringvertrag offiziell KDM Group East End Park) ist ein Fußballstadion in der schottischen Stadt Dunfermline, Vereinigtes Königreich. Es ist Heimspielstätte und Eigentum des Fußballclubs Dunfermline Athletic. Die Anlage verfügt über 11.480 Sitzplätze.

## Geschichte

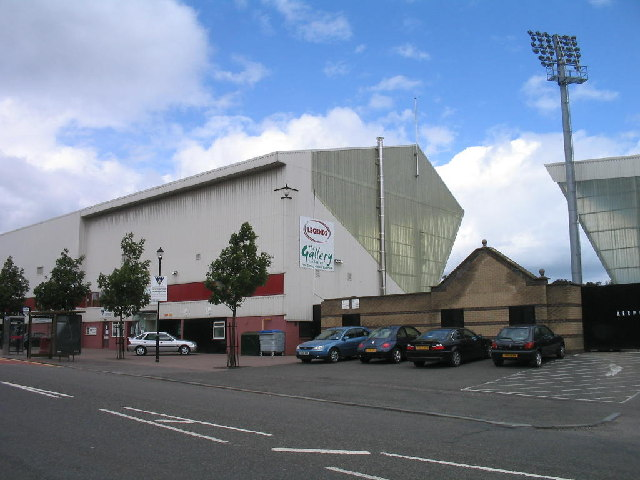
Der East End Park im Juli 2005

Das ursprüngliche Stadion wurde 1885 auf einem gemieteten Grundstück der Eisenbahngesellschaft North British Railway erbaut. Die erste Partie am 13. Juli 1885 bestritt Dunfermline Athletic gegen die Edinburgh University. Das Freundschaftsspiel endete mit einem 2:1-Sieg für die Hausherren. Am 29. Oktober 1887 weihte man ein neues Gebäude mit zwei Umkleidekabinen, Waschraum und Konferenzraum ein. Die Kosten des Baus beliefen sich damals auf 80 £.
1920 kaufte der Verein für 3500 £ ein ca. 12.000 Quadratmeter großes Grundstück östlich der alten Spielstätte. Auf dem Bauland ließ der Verein ein Spielfeld mit umlaufender Aschenbahn und Zuschauerrängen an der Nord-, Ost- und der Westseite errichten. In den frühen 1920er Jahren erhielt das Stadion eine Holztribüne mit 16.000 Plätzen. Zu dieser Zeit wurde das Stadion auch für einen Monat geschlossen, nachdem der Schiedsrichter in einem Spiel gegen den FC St. Johnstone gerempelt und eingesperrt wurde. Von 1932 bis 1951 wurde der East End Park in unregelmäßiger Reihenfolge auch für Windhundrennen genutzt. Der nördliche Stehplatzrang erhielt 1934 ein Dach und die Osttribüne wurde renoviert. Am 13. November 1948 übertrug der Hörfunk erstmals ein Spiel aus dem East End Park. Die Partie Dunfermline gegen den FC East Stirlingshire endete mit 5:2. Auf den Tribünen wurden 1951 erstmals Wellenbrecher installiert. Der Nordrang erhielt 1957 ein Pultdach.
Die erste Fernseh-Liveübertragung aus dem East End Park erfolgte am 13. Dezember 1958 mit der Begegnung Dunfermline gegen Dundee United,  welche die Pars mit 2:1 siegreich gestalteten. Im Jahr 1959 erhielt die Sportstätte für 12.000 £ eine Flutlichtanlage, die mit einem 3:4-Sieg gegen Sheffield United eingeweiht wurde. Das letzte Spiel vor der alten Haupttribüne fand am 24. März 1962 zwischen den Pars und dem FC Kilmarnock (2:0) statt. Danach machte der Bau Platz für eine neue Haupttribüne. Etwa fünf Monate später am 15. August eröffnete man den 65.000 £ teuren Zuschauerrang mit der Partie im Scottish FA Cup Dunfermline gegen den FC Kilmarnock; das Spiel endete mit einem 3:3-Unentschieden. Zwischen 1965 und 1967 verlängerte man die Überdachung des Main Stand und verband sie später mit dem Dach der Stehtribüne im Westen. Nun waren drei der vier Ränge mit einem Dach versehen. Der Zuschauerrekord wurde am 30. April 1968 mit 27.816 Besuchern während eines Spiels gegen Celtic Glasgow aufgestellt. Im Sommer 1987 bekam die Westtribüne an den Eingängen Drehkreuzanlagen und auf der Haupttribüne installierte man neue Sitze. Der Gästerang im Osten erlebte im Sommer 1989 einen kompletten Neuaufbau mit Drehkreuzanlagen an Ein- und Ausgängen. Damals fasste das Stadion fast 20.000 Besucher.
Ab dem Sommer 1997 begannen umfangreiche Umbauten der Tribünen im East End Park. Die Stehplätze auf dem Nordrang wichen Sitzplätzen; die Haupttribüne wurde renoviert und erhielt eine neue Eingangshalle sowie ein Fitnessstudio. Im September/Oktober 1997 startete man mit dem Aufstellen der ersten zwei Masten der neuen Flutlichtanlage; das erste Spiel unter dem neuen Flutlicht am 1. November verloren die Pars gegen Celtic Glasgow mit 0:2. Bis zum Ende der Saison musste das Stadion mit den beiden Masten auskommen. Die Hintertorränge im Osten und Westen verschwanden im Sommer 1998 und wurden durch Sitzplatztribünen ersetzt.
Am 12. Dezember 1998 erhielt die Westtribüne den Namen des ehemaligen Dunfermline-Spielers Norrie McCathie. Der Abwehrspieler bestritt zwischen 1981 und 1996 fast 500 Spiele für die Pars. Er und seine Freundin Amanda Burns kamen am 8. Januar 1996 zu Hause durch eine Kohlenstoffmonoxidvergiftung ums Leben.
Am 9. August 2000 waren die Bauarbeiten abgeschlossen und der East End Park verfügte über 12.500 Sitzplätze auf den vier überdachten Rängen. Zur Eröffnung fand ein Freundschaftsspiel zwischen Dunfermline Athletic und der FC Arsenal aus London statt, das mit einem 3:0 für die Gunners endete. Im Sommer 2001 ließ der Verein unter dem Spielfeld eine Rasenheizung verlegt. Ein Jahr später stattete man die Haupttribüne mit einer Sportsbar und Konferenz- und Veranstaltungsräumen aus. Im August/September 2003 wurde im Zuge eines Versuchs der UEFA ein Kunstrasen im Stadion verlegt. Nach einer Abstimmung 2005 unter den Vereinen der Scottish Premier League sprach man sich mit 3:9 Stimmen gegen den Kunstrasen in der ersten schottischen Liga aus.
Im August 2022 schloss der Club mit dem Baudienstleister KDM Shopfitting Limited einen Sponsoringvertrag ab. Das Stadion trägt den Namen KDM Group East End Park. Es ist der erste Namensvertrag in der über 130-jährigen Geschichte des East End Park.

## Besucherrekord und Zuschauerschnitt
Zu einer Partie von Dunfermline Athletic gegen Celtic Glasgow fand sich am 30. April 1968 die Rekordkulisse von 27.816 Zuschauern im East End Park ein.
- 2014/15: 2523 (Scottish League One)
- 2015/16: 3497 (Scottish League One)
- 2016/17: 4438 (Scottish Championship)
- 2017/18: 5243 (Scottish Championship)
- 2018/19: 5009 (Scottish Championship)[7]

## Tribünen
- Main Stand – Süd, Haupttribüne
- North Stand – Nord, Gegentribüne
- Norrie McCathie Stand – West, Hintertortribüne
- East Stand – Ost, Hintertortribüne, Gästerang